# Burghard Krause
Burghard Krause (* 25. August 1949 in Wolfenbüttel) ist ein lutherischer Theologe und war  Landessuperintendent für den Sprengel Osnabrück der Evangelisch-lutherischen Landeskirche Hannovers.

## Leben
Burghard Krause studierte Evangelische Theologie in Neuendettelsau und Erlangen. Nach seinem Examen arbeitete er zunächst als Wissenschaftlicher Mitarbeiter am Lehrstuhl für Systematische Theologie der Universität Erlangen bei Professor D. Wilfried Joest und promovierte dort 1979 zum Verhältnis von Gott und Leiden in der Kirchlichen Dogmatik Karl Barths. Anschließend absolvierte er ein Vikariat in Loccum. Am 20. September 1981 wurde Krause zum Pastorenamt ordiniert. In Hachmühlen bei Springe übernahm er seine erste Pfarrstelle. 1985 wechselte Krause nach Hermannsburg, wo er Leiter des Referats „Gemeindedienst“ im Evangelisch-lutherischen Missionswerk in Niedersachsen (ELM) wurde. Seit 1991 war er auch stellvertretender Direktor des Missionswerkes. 1998 übernahm Krause die erste Pfarrstelle der Stadtkirche in Rotenburg (Wümme) und gleichzeitig das Amt des Superintendenten für den Kirchenkreis Rotenburg. 2002 erfolgte die Berufung als Landessuperintendent für den Sprengel Göttingen. Nach der Sprengelreform vom 1. Juli 2007 wurde der Sprengel Göttingen mit dem Sprengel Hildesheim vereinigt. Krause wechselte als Landessuperintendent in den Sprengel Osnabrück, dessen bisherige Amtsinhaberin, Doris Janssen-Reschke, in den Ruhestand trat. Burghard Krause trat am 12. Juli 2014 in den Ruhestand.
Burghard Krause ist seit 1972 mit der Gymnasiallehrerin Gertrud Krause verheiratet. Das Paar hat drei Kinder.
Burghard Krause ist Autor des Glaubenskurses „Christ werden – Christ bleiben“, den er in Zusammenarbeit mit Mitarbeitern des Gemeindedienstes des ELM Hermannsburg entwickelt hat. Es ist der am weitesten verbreitete deutsche Glaubenskurs, der in über 1000 vor allem landeskirchlichen Gemeinden durchgeführt wurde. Man schätzt die Gesamtteilnehmerzahl auf über 100.000. Übersetzungen gibt es u. a. ins Russische und Spanische.

## Schriften
- Leiden Gottes, Leiden des Menschen: eine Untersuchung zur kirchlichen Dogmatik Karl Barths, zugleich Dissertation Universität Erlangen, Calwer, Stuttgart 1980, ISBN 3-7668-0659-9
- Christ werden – Christ bleiben – Das Gesamtprojekt, Brennpunkt Gemeinde Studienbrief A45, Stuttgart, 2/1995
- Auszug aus dem Schneckenhaus. Impulse für eine verheißungsorientierte Gemeindeentwicklung, Neukirchen-Vluyn, 1996
- Thema Haupt- und Ehrenamt, Evangelisches Missionswerk in Deutschland e.V. in Zusammenarbeit mit dem Hrsg.-Kreis „Christ Sein Weltweit“ (Hrsg.), Freimund, Neuendettelsau 1997, ISBN 3-7726-0191-X
- Reise ins Land des Glaubens: Christ werden – Christ bleiben, Aussaat, Neukirchen-Vluyn 42008, ISBN 3-7615-5160-6
- Im Zweifel für den Glauben. Vom Trost und Trotz der Guten Nachricht, Neukirchener Verlag, Neukirchen-Vluyn 2016